# The Recurse Center
The Recurse Center (anteriormente conhecido como Hacker School) é um retiro para programadores de computador e uma comunidade intencional. O centro provê gratuitamente um ambiente acadêmico autodidata para que programadores de todos os níveis possam aprimorar suas habilidades. Não há currículo de ensino e a instituição não favorece nenhuma linguagem de programação ou paradigma; como alternativa, os participantes trabalham em projetos open-source de sua escolha, sozinhos ou de forma colaborativa, da forma que preferirem.

## História
O Centro foi inaugurado com o nome de Hacker School em Nova Iorque em Julho de 2011, antecipando de certa forma a popularização de bootcamps de programação que ocorreu na década. Ele atraiu a atenção de um público maior em meados de 2012 quando, em parceria com a Etsy, começaram a ser concedidas "Hacker Grants", bolsas para o custeio programadoras do sexo feminino atenderem ao retiro.
Outras empresas logo se juntaram à Etsy no financiamento destas bolsas, e em 2014 as bolsas foram expandidas e passaram a incluir outros grupos com pouca representatividade nas indústrias de tecnologia dos Estados Unidos.

## Ambiente social e influência
No esforço de promover um ambiente de estudos em que os participantes se sintam confortáveis em pedir orientação e críticas uns aos outros, o Centro estabelece um conjunto de "leves regras sociais" para guiar as interações entre participantes. Em contraste aos tradicionais "códigos de conduta", muitos dos quais são escritos em um tom jurídico, as regras sociais tem a intenção de direcionar discretamente o comportamento da comunidade, "para remover a maior quantidade possível de distrações para que todos possam focar em programar."
Estas regras sociais são uma das características mais influentes do retiro e tem sido adotadas por uma série de outras comunidades de programação.

## Modelo de negócio
A empresa foi fundada inicialmente em 2010 como Hackruiter, uma empresa de recrutamento de engenheiros, com investimento inicial da Y Combinator. Rapidamente emergiu a ideia de transformar o conceito de recrutamento, disponibilizando um retiro como parte do processo.
Não é cobrada a participação no retiro, apesar de o processo de admissão ser altamente competitivo. A organização em si possui fins lucrativos e se mantem através do recrutamento, empregando participantes no mercado de programação. A empresa tem evoluído continuamente e realizado experiencias com o modelo de negócio, tornando-se auto-sustentável através do recrutamento em 2014.

## Filosofia educacional
Apesar de seu nome original "Hacker School" (escola de hackers), o Recurse Center não é uma escola — o modelo de aprendizado autodidata do retiro foi inspirado pela filosofia de Unschooling, de John Holt.
Também não há conexão com a concepção popular de "hacker", uma pessoa que invade sistemas de computador — em vez, a intenção era sugerir o conceito de um programador que domina recursos técnicos e também é solidário com outros programadores.
Em 2015 a organização mudou seu nome para The Recurse Center com o intuito de evitar confusões acerca destas questões.